# Jamyang Kyi
Jamyang Kyi, ook geschreven als Jam Yangkyi (Tibetaans: Mangra (Tsolho, Amdo) / Chinees: Guinan, (Hainan, Qinghai), 1965) is een prominente Tibetaans singer-songwriter, televisiepersoonlijkheid, journaliste, feministe en schrijfster.

## Loopbaan
Sinds de jaren '90 bracht ze verschillende muziekalbums uit, waaronder vertaald: Gebed, Karma en Verre liefde. Het album Hartsbericht uit 1997 maakte haar bekend in heel Tibet. Ze werd vooral beïnvloed door moderne Tibetaanse volksmuziek en traditionele muziek uit verschillende Tibetaanse regio's.
Jamyang Kyi presenteerde televisieprogramma's in het Tibetaans op een staatstelevisiezender in Qinghai gedurende meer dan twintig jaar. Sinds 2005 schreef ze essays over het lot van Tibetaanse vrouwen. Ze publiceerde artikelen over onder meer vrouwenhandel, de plaats van de vrouw in de Tibetaanse maatschappij, onderwijs en inter-etnische relaties. Ze beschreef veel over gedwongen huwelijken.
In 2006 maakte ze een reis naar de Verenigde Staten waar ze optrad als zangeres en ze lezingen gaf aan de Columbia-universiteit. Hierna begon ze zich meer te richten op thema's als de bescherming van de Tibetaanse cultuur en gelijkheid tussen man en vrouw. De artikelen hierover publiceerde ze op haar weblog.
Ze schreef een boek in het Tibetaans over het lot van Tibetaanse vrouwen en de bescherming van de Tibetaanse cultuur, Geluk en ongeluk van de vrouwen - sneeuw en gemengde regens, dat ze wilde uitbrengen in 2007. Uit haar werk is de invloed van de Chinese vertaling van De tweede sekse van Simone de Beauvoir te zien.

## Arrestatie
Op 1 april 2008, ten tijde van de opstanden in Tibet, werd Jamyang Kyi gearresteerd door Chinese politieagenten in burger. Ze bevond zich op dat moment op haar werkplek van de staatstelevisie in Xining, Qinghai. Het bleef de eerste tijd onbekend waar ze was gebleven, ook voor haar man Lamao Jia die eveneens voor Qinghai TV werkt.
De politie doorzocht haar hele appartement, nam haar computer in beslag en doorzocht onder meer mailingslijsten en contactnummers. Op 20 mei werd ze op borgtocht van 5000 yuan vrijgelaten. Op dat moment was ze nog niet op de hoogte gebracht van de aanklacht. Na haar vrijlating werd ze beperkt in haar communicatie naar buiten.
Volgens Chukora Tsering, onderzoeker aan het Tibetaans centrum voor mensenrechten en democratie in Dharamsala, India, was ze apolitiek: "Er is niets in haar muziek of geschriften dat de autoriteiten geprovoceerd zou kunnen hebben, maar ze was wel een trotse Tibetaan."
Tijdens haar gevangenschap werd ze vastgebonden aan een stoel en onderging ze verhoorsessies en marteling om anderen te verraden.